# هریسبرگ (کارولینای شمالی)
هریسبرگ (به انگلیسی: Harrisburg) شهری در ایالت کارولینای شمالی کشور ایالات متحده آمریکا است که جمعیت آن در سرشماری سال ۲۰۱۰ میلادی، ۱۱٬۵۲۶ نفر بوده‌است.